# Municipio de Highland (condado de O'Brien)
El municipio de Highland (en inglés: Highland Township) es un municipio ubicado en el condado de O'Brien en el estado estadounidense de Iowa. En el año 2010 tenía una población de 287 habitantes y una densidad poblacional de 3,04 personas por km².

## Geografía
El municipio de Highland se encuentra ubicado en las coordenadas 43°2′26″N 95°33′52″O / 43.04056, -95.56444. Según la Oficina del Censo de los Estados Unidos, el municipio tiene una superficie total de 94.47 km², de la cual 94,47 km² corresponden a tierra firme y (0 %) 0 km² es agua.

## Demografía
Según el censo de 2010, había 287 personas residiendo en el municipio de Highland. La densidad de población era de 3,04 hab./km². De los 287 habitantes, el municipio de Highland estaba compuesto por el 96,86 % blancos, el 1,39 % eran afroamericanos, el 1,74 % eran de otras razas. Del total de la población el 1,74 % eran hispanos o latinos de cualquier raza.